# Nicole Jonesco
 (mai 2015).
Si vous disposez d'ouvrages ou d'articles de référence ou si vous connaissez des sites web de qualité traitant du thème abordé ici, merci de compléter l'article en donnant les références utiles à sa vérifiabilité et en les liant à la section « Notes et références ».
Nicole Jonesco, née le 13 janvier 1923 à Paris 13e, et morte le 29 août 2008 à Montreuil, est une actrice française.

## Biographie
Nicole Jonesco, comédienne, chanteuse, auteur, compositeur, parle couramment trois langues : français, anglais, italien.
Elle s'illustre dans des tours de chant et au cabaret à L'Échelle de Jacob,  Au Chat noir, au Concert Pacra…
À la télévision : dans des émissions publiques de Henri Spade (opérettes classiques et modernes).
Diverses Dramatiques et variétés, avec différents metteurs en scène (Roger Pradines, Pierre Tchernia, Jean Chouquet, Georges Folgoas, Jean Prat…) et auteurs (Tristan Bernard, Georges Feydeau, Courteline, Roger Ferdinant, Eugène Labiche…)
Nicole Jonesco nous laisse l'image d'une femme de l'après-guerre, pétillante, courageuse, pleine de fraîcheur et d'esprit.[réf. nécessaire]

## Filmographie

### Cinéma
- 1947 : Une grande fille toute simple de Jacques Manuel : Tinini
- 1948 : Les Dieux du dimanche de René Lucot
- 1948 : Entre onze heures et minuit d'Henri Decoin avec Louis Jouvet : L'apprentie
- 1949 : Mission à Tanger d'André Hunebelle : Une standardiste
- 1949 : Je tire ma révérence d'André Hunebelle
- 1950 : Les femmes sont folles de Gilles Grangier
- 1950 : Le Gang des tractions-arrière de Jean Loubignac
- 1951 : Ma femme est formidable d'André Hunebelle : La femme de chambre
- 1951 : Appartement à vendre de Roger Blanc
- 1951 : Nous irons à Monte-Carlo de Jean Boyer : Germaine Dubois
- 1952 : Au diable la vertu  de Jean Laviron : Hélène
- 1952 : Les Sept Péchés capitaux (film à sketches franco-italien)
- 1952 : Coiffeur pour dames de Jean Boyer : Colette, la soubrette
- 1953 : Légère et court vêtue de Jean Laviron : Hélène
- 1953 : Les hommes ne pensent qu'à ça d'Yves Robert : La femme qui indique le chemin
- 1953 : Secrets d'alcôve  d'Henri Decoin
- 1953 : Une vie de garçon de Jean Boyer
- 1954 : Quai des blondes de Paul Cadeac
- 1955 : Coup dur chez les mous de Jean Loubignac
- 1956 : L'Aventurière des Champs-Élysées de Roger Blanc : Yvette
- 1956 : La vie est belle de et avec Roger Pierre et Jean-Marc Thibault
- 1957 : Sois belle et tais-toi de Marc Allégret : La serveuse du "Zénith
- 1958 : Sérénade au Texas de Richard Pottier : Rita
- 1960 : Samedi soir  de Yannick Andréi
- 1963 : Main basse sur Bel (court métrage de Yannick Bellon, scénario de Jacques Lanzmann avec Alain Cuny et Michel Robin)
- 1965 : Paris brûle-t-il ? de René Clément avec Alain Delon

### Télévision
- 1955 : Le réveillon (Téléfilm)
- 1960 : On roule à deux (Téléfilm)
- 1962 : L'inspecteur Leclerc enquête : Coup double de Jean Laviron

## Théâtre
C'est à l'Échelle de Jacob que Nicole Jonesco commence sa carrière dans des spectacles de cabarets. Elle enchaîne au théâtre où elle s'illustre avec la Compagnie Grenier / Hussenot dans :
- 1947 : Liliom de Ferenc Molnár, mise en scène Jean-Pierre Grenier
- 1947 : L'Escalier de Yves Farges, mise en scène Jean-Pierre Grenier au théâtre Montparnasse
- 1948 : La Fête du Gouverneur d'Alfred Adam, mise en scène Jean-Pierre Grenier
- 1950 : L'Équarrissage pour tous de Boris Vian[3]
- 1950 : Champagne, cigarettes et muse de Dominique Nohain (metteur en scène Henri Crémieux), Théâtre Michel. Dans cette pièce, elle a pour partenaire Bernard Michel, comédien, auteur, compositeur, son futur époux. Elle lui présente Henri Salvador, ce qui débouche sur plus de quarante ans de complicité, d'amitié et de nombreuses chansons.
- 1950 : La Duchesse d'Algues de Peter Blackmoore (Metteur en scène Christian Gérard), Théâtre Michel
- 1951 : Edmée de Pierre-Aristide Bréal, mise en scène Georges Vitaly, Théâtre de la Huchette
- 1952 : La Queue du diable de Yves Jamiaque, mise en scène Georges Vitaly, Théâtre La Bruyère
- 1959 : Tueur sans gages d'Eugène Ionesco, mise en scène José Quaglio, Théâtre Récamier
- 1960 : Le Rhinocéros d'Eugène Ionesco, (où elle joue 3 rôles), mise en scène Jean-Louis Barrault
- 1963 : Monsieur Vautrin d'André Charpak d'après Honoré de Balzac, mise en scène André Charpak, Théâtre Récamier
- 1965 : Les Précieuses ridicules de Molière, mise en scène Jean-Louis Barrault au Théâtre de l'Odéon
- 1966 : Occupe-toi d'Amélie, mise en scène Jean-Louis Barrault au Théâtre de l'Odéon
- 1967 : La Ménagerie de verre de Tennessee Williams (metteur en scène Edward Rockson)  à New York (Mamma Theater de Broadway)
- 1967 : Amédée ou Comment s'en débarrasser d'Eugène Ionesco, (metteur en scène Edward Rockson) (à New York)
- 1968 : Sous le Chapiteau off Broadway (Tiny Alice) de Albee
- 1969 : American Dream de Albee, à New York.
- 1970 : Les Caves du Vatican de André Gide (metteur en scène jean Meyer) au Théâtre des Célestins
- 1971 : Mouniou-Mouniou de Janine Worms (metteur en scène Laurent Benoit) au Théâtre Essaïon

(Source Ayant-Droit)

## Voix
- 1966 : Ali Baba et les 40 voleurs d'après un conte des mille et une nuit  sur disque illustré Pergola (Philips)
- 1968 : Sept d'un coup ou le Petit Tailleur d'après un conte de Grimm sur disque illustré Pergola (Philips)
- 1976 : Les Douze Travaux d'Astérix de René Goscinny, Albert Uderzo et Pierre Watrin (dessin animé)